# Applause (film)
Applause è film del 1929 diretto da Rouben Mamoulian.
Basato su un romanzo di Beth Brown, il film è stato organizzato e diretto da Rouben Mamoulian. È interpretato da Helen Morgan, Joan Peers, Fuller Mellish Jr..
Il National Board of Review ha nominato uno dei 10 migliori film del 1929. Nel 2006, è stato scelto per la preservazione negli Stati Uniti dal National Film Registry della Biblioteca del Congresso come "culturalmente, storicamente o esteticamente significativi".

## Trama
Kitty Darling è una stella del burlesque, che manda la figlia in un convento per allontanarla dall'ambiente squallido in cui lei è coinvolta. Molti anni più tardi, Kitty è un'alcolizzata che vive nel passato; vive con un comico burlesque chiamato Hitch che la imbroglia e si preoccupa solo di spendere i pochi soldi che lei guadagna. Quando il suo compagno scopre che Kitty ha pagato per l'istruzione della figlia nel convento per oltre dieci anni, la convince a far tornare indietro la figlia.
Sua figlia April, ormai cresciuta, ritorna. Kitty è imbarazzata dalla sua condizione e sposa Hitch in modo che la figlia non si vergogni di lei. Quando April arriva, è disgustata dalla madre e dalla sua triste vita. Hitch cerca di costringerla a entrare nello show business e ripetutamente cerca di convincerla, a un certo punto forzandola a dargli un bacio. 
April se ne va in giro per la città e incontra una giovane marinaio solitario di nome Tony. Si innamorano e decidono di sposarsi così che April si possa trasferire a casa sua, nel Wisconsin. Quando April va a dire a sua madre dei loro piani, sente Hitch offendere Kitty, chiamandola una "has-been" (una che ha fatto il suo tempo).
April è sconvolta e annulla il suo matrimonio. Decide di unirsi al coro di linea di uno spettacolo. Riluttante dice addio a Tony nella metropolitana. Nel frattempo, Kitty si avvelena. Va giù per lo spettacolo e collassa su un divano. Venendo a sapere che Kitty non è capace di continuare lo show, il produttore la rimprovera. April, contro le obiezioni di Kitty, dice lei continuerà lo show al posto della madre e le dice che si prenderà cura di lei, come Kitty ha sempre fatto per April. Appena April va in scena, Kitty muore, con la testa penzolante da sopra il bordo del divano.
April è disgustata di se stessa e non riesce a completare lo spettacolo. Appena scappa dal palco, niente meno che Tony è lì per salutarla. Lo abbraccia stretto e dice che vuole andare lontano. Non rendendosi conto che Kitty è morta, lei dice che c'è bisogno di prendersi cura di sua madre, e Tony è d'accordo.

## Censura
Il consiglio di censura approvarono il messaggio e i valori di produzione del film, ma si preoccuparono per una scena in cui Kitty dice ad April che due delle ragazze del coro nello show sono "cattoliche". La scritta è stata cambiata in "cristiane". La bottiglia di veleno utilizzata Kitty verso la fine del film è stata offuscata nel caso in cui qualcuno volesse emulare il suo suicidio. 
Le censure in Ohio, Columbia Britannica, e Worcester, Massachusetts vietarono completamente la proiezione del film. Molti tagli sono stati effettuati per le proiezioni in città come Chicago, Illinois, Providence, Rhode Island, e St. Louis, Missouri.

## Critica
Il critico Mordaunt Hall, che scriveva per il New York Times, amava la recitazione, ma è stato turbato da alcuni punti della direzione di Rouben Mamoulian.
Tuttavia, il film è oggi ricordato soprattutto per lo stile audace di Mamoulian. Mentre la maggior parte dei film dell'epoca erano statici; "la fotocamera di Mamoulian ha rinvigorito la trama melodrammatica aggirandosi instancabilmente attraverso sordidi retroscena della vita".

## Box Office
Il film è uscito il 7 ottobre 1929 a New York's Criterion Theatre. Il teatro stava celebrando il suo 35 ° anniversario e vi è stato anche un breve filmato in cui Charles K. Harris ha cantato la sua classica canzone “After The Ball” "Una combinazione di pareri contrastanti, pubblicità ingannevole (la pubblicità incentrata sui colpi di fascino di Helen Morgan, non quello che appariva nel film), gli fecero perdere colpi, e la Stock Market Crash ha causato al film una sensibile riduzione di popolarità non appena smise di essere proiettato al Criterion Theatre" .